# Cristian Canuhé
Cristian Ezequiel Canuhé (Toay, Provincia de La Pampa, Argentina, 25 de agosto de 1988) es un futbolista argentino. Juega de mediocampista en Ferro Carril Oeste de General Pico de la Torneo Federal A.